# Monastère Sainte-Claire de Reims
Pour les articles homonymes, voir Monastère Sainte-Claire.
Le monastère Sainte-Claire de Reims est un monastère de clarisses aujourd'hui situé à Cormontreuil dans la Marne. Selon la tradition, c'est la première fondation des clarisses en France, en 1220.

## Histoire

### Fondation

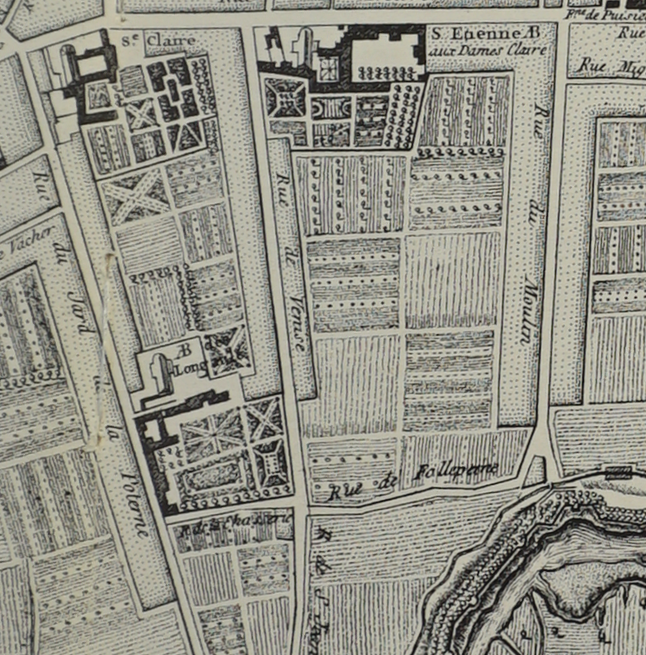
Abbaye Sainte-Claire sur un plan de Reims de 1775.

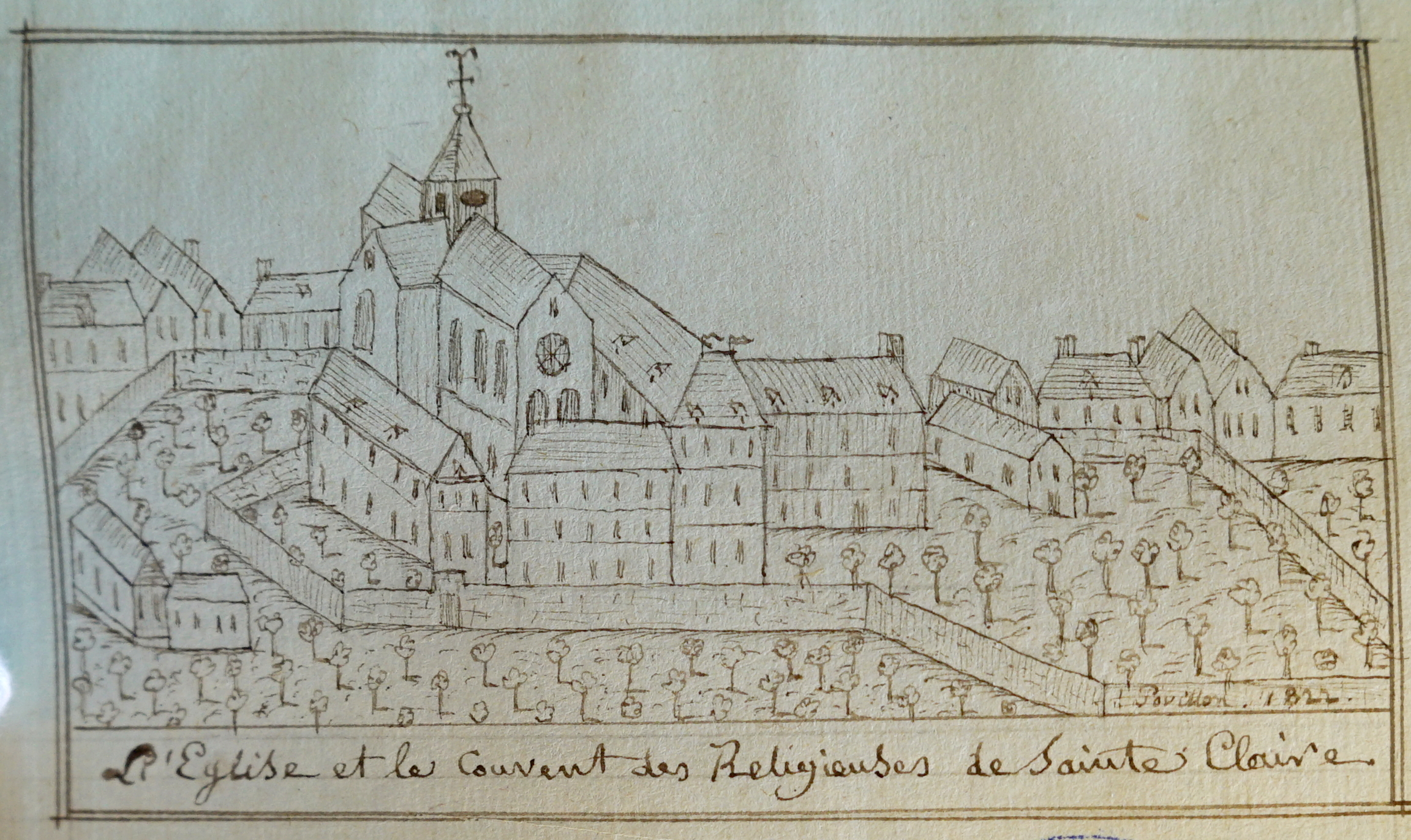
Église Sainte-Claire de Reims.

Selon Marlot, Alberic, archevêque de Reims, de retour du concile de Latran de 1215, visite Saint-Damien d'Assise et demande à sainte Claire d’envoyer quelques-unes de ses filles en France. En 1219, sœur Marie de Braye quitte Assise. Elle est reçue l’année suivante à Reims par le successeur d’Albéric, Guillaume de Joinville qui lui accorde la permission de bâtir un monastère dans sa ville et l'abbé de Saint-Denis de Reims lui fournit le lieu d’implantation, un petit cimetière sur la paroisse Saint-Denis, à l'extérieur des remparts de la ville de l'époque, à l'angle de la rue du Jard et de la rue Gambetta. Les sœurs n'ont en leur possession ni cloître, ni abbaye, mais seulement l'usage d'un lieu, comprenant maison et oratoire, avec un petit jardin, qui n'est pas leur propriété et continue d'appartenir à l'abbaye de Saint-Denis.
À l'origine, les Filles de Saint-Damien d'Assise de Reims suivent la règle de vie de  sainte Claire, promulguée par le pape Innocent IV le 9 août 1253, centrée sur la prière et le « privilège de pauvreté ». Elles mendient dans les rues. Elles sont aussi connues comme les filles ou sœurs de Sainte-Claire ou Cordelières de Reims.
En 1260, un groupe de moniales fondent l'abbaye de Longchamp.
Vers 1400, un incendie ravage l’église et une partie des bâtiments claustraux. La nouvelle église est dédiée à Sainte Claire. Les bâtiments du XVe siècle, édifiés après l'incendie de 1400, dorénavant à l'intérieur de l'enceinte médiévale, ont été mis au jour par des fouilles en 1990.
En 1507, elles adoptent la règle adoucie des clarisses urbanistes. Il leur est permis d'avoir des rentes en commun. 
Les religieuses sont gouvernées au XVIIe siècle par des abbesses triennales, élues par elles-mêmes, d'après les usages établis en 1647. Ces dames conservent une certaine autonomie dans la gestion de leurs biens. Deux sœurs de Colbert sont successivement élues abbesses au XVIIe siècle. En 1686, les religieuses s'opposent à la volonté du roi Louis XIV qui veut nommer une abbesse perpétuelle.
En 1761, on construit une assez vaste maison appartenant à l'abbaye dans une rue voisine, l'actuelle rue Marlot, à l'angle de la rue Boulard.
Le 13 février 1790, l'Assemblée constituante prononce l'abolition des vœux monastiques et la suppression des congrégations religieuses. Les religieuses qui y vivent encore, sont dispersées le 22 septembre 1792. Les bâtiments conventuels sont occupés temporairement par une filature jusqu'à leur démolition vers 1795-1800. En 1886, les religieuses du Bon Pasteur s'installent à cet emplacement et édifient un établissement qui n'est démantelé qu'en 1990 pour laisser la place à l'actuel conservatoire.

#### Abbesses
Les abbesses sont appelées Madame.
Selon Marlot :
- 1220 : Marie de Braye (†1230), née en Lombardie, vicaire de Sainte-Claire, première supérieure.
- Gilles de Porte-Valoise (†1245), première à porter le titre d'abbesse.
- Marguerite Marcinus (†1262)
- Marie de Marbant (†1279)
- Emeline Morel (†1297)
- Marie de Pellesse (†1321)
- Isabelle de Couci (†1336)
- Helvidis (†1357)
- Rose de Vaux dite Valibus (†1376)
- Erembergis (†1382)
- Louise de la Pascouade (†1387)
- ~1390 : Berthe l'Hermitesse (†1392)
- ~1404 : Rose de Buiron (†1420)
- 1420 : Marguerite Sauvage (†1423)
- ~1436 : Anne de Conflans (†1436)[4].
- Marie de Boutellière (†1468)
- Marie de Bezanne (†1499)
- 1499 : Ponce de Beaufort (†1521)
- Catherine de Gruière (†1527), venant de l'abbaye de Nogent-l'Artaud
- 15540 : Jeanne de Verrière (†1543)
- Antoinette de Ville (†1573)
- 1573-1575 : Henriette Soran (†1575)
- 1575-1578 : Claude Itam (†1604)
- 1578-1580 : Marie Petit (†juin 1580)
- Marie Pioche (†février 1595)
- Claude de Condé (†1610)
- ~1641 : Claudine Le Vergeur [5].
- Anne Soulain
- Jeanne le Danois (†1647)
- 1647-1650 : Anne le Dieu, première abbesse triennale
- Marie Viscot (†janvier 1680)
- 1657-1680 : Claire Colbert (1618-†1680), sœur de Jean-Baptiste Colbert[3]
- 1680-1691 : Agnès Colbert (1634-†1714), sœur de la précédente et de Jean-Baptiste Colbert, élue abbesse triennale des Clarisses de Reims en 1680 et 1683, elle gouverna ensuite l'abbaye pendant quatre ans de plus, sur l'ordre du Pape, jusqu'en 1691[6]
- 1691 : X
- 1701-1707 : Agnès Colbert, réélue en 1701 et en 1704[3].
- 1761 : Marguerite Mopinot
- 1770 : Mme Moët de Louvergny
- 1790 : Mme de Lamotte

### Refondation en 1933
Madame de La Valette désire fonder un couvent clarisses à Reims et achète une maison rue Brulée. Les capucins ont créé à Tinqueux un couvent à partir de 2 ou 3 maisons particulières. Ils proposent de l'échanger avec la  maison de la rue Brûlée. A l'appel du futur cardinal Suhard, Les premières sœurs arrivent de Nantes, le 5 juin 1933 dans l’ermitage laissé par les capucins. Emmanuel Suhard vient officiellement inaugurer la naissance du nouveau monastère le 8 septembre.
Le monastère des Clarisses de Vermand est fondé en 1985 par des sœurs de Tinqueux.

### De Tinqueux à Cormontreuil en 2000
En 2000, la communauté quitte le monastère de Tinqueux, trop grand et trop lourd à rénover, pour un lieu plus modeste, plus simple, plus accueillant, à Cormontreuil.

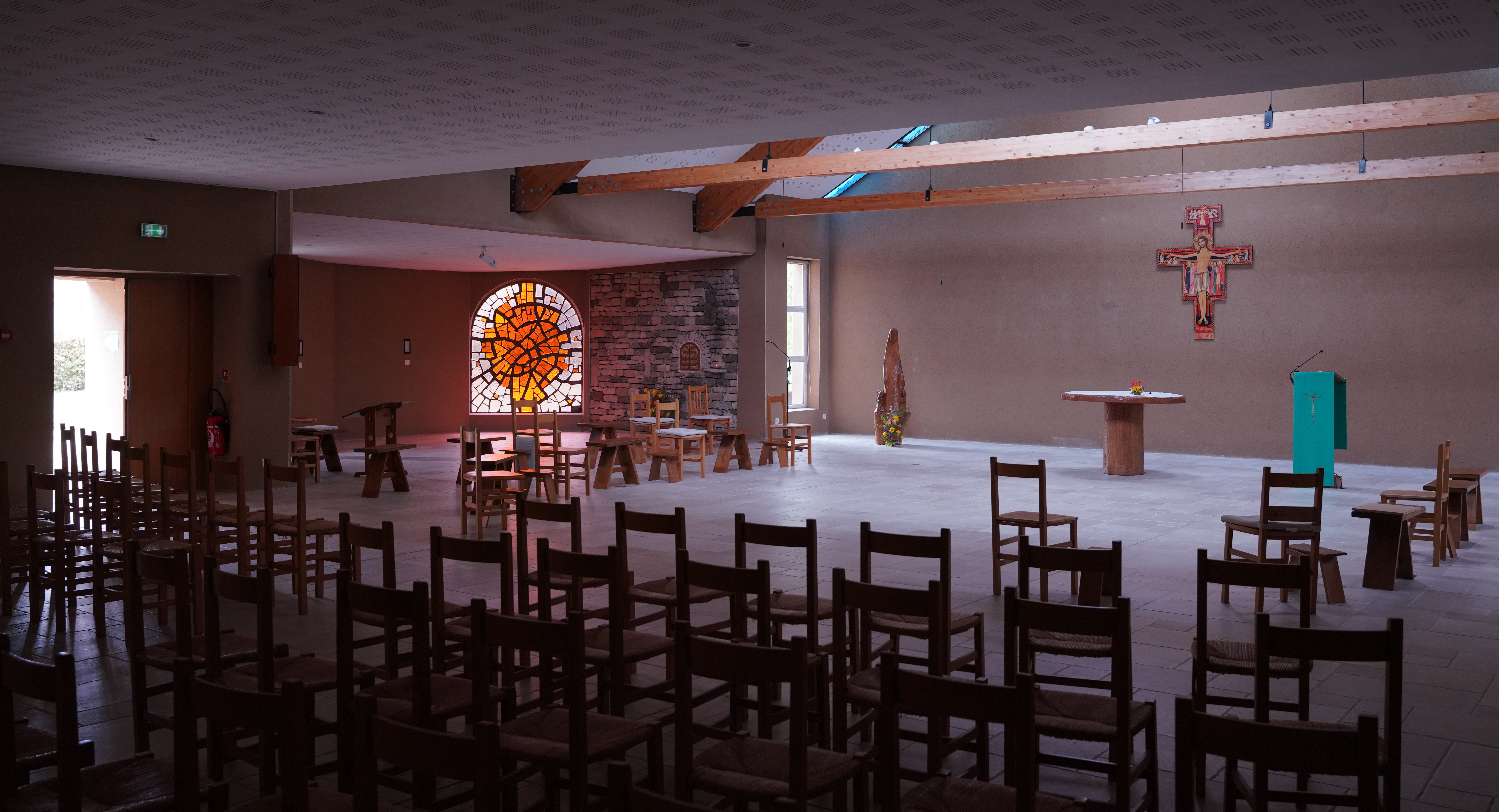
Chapelle à Cormontreuil.
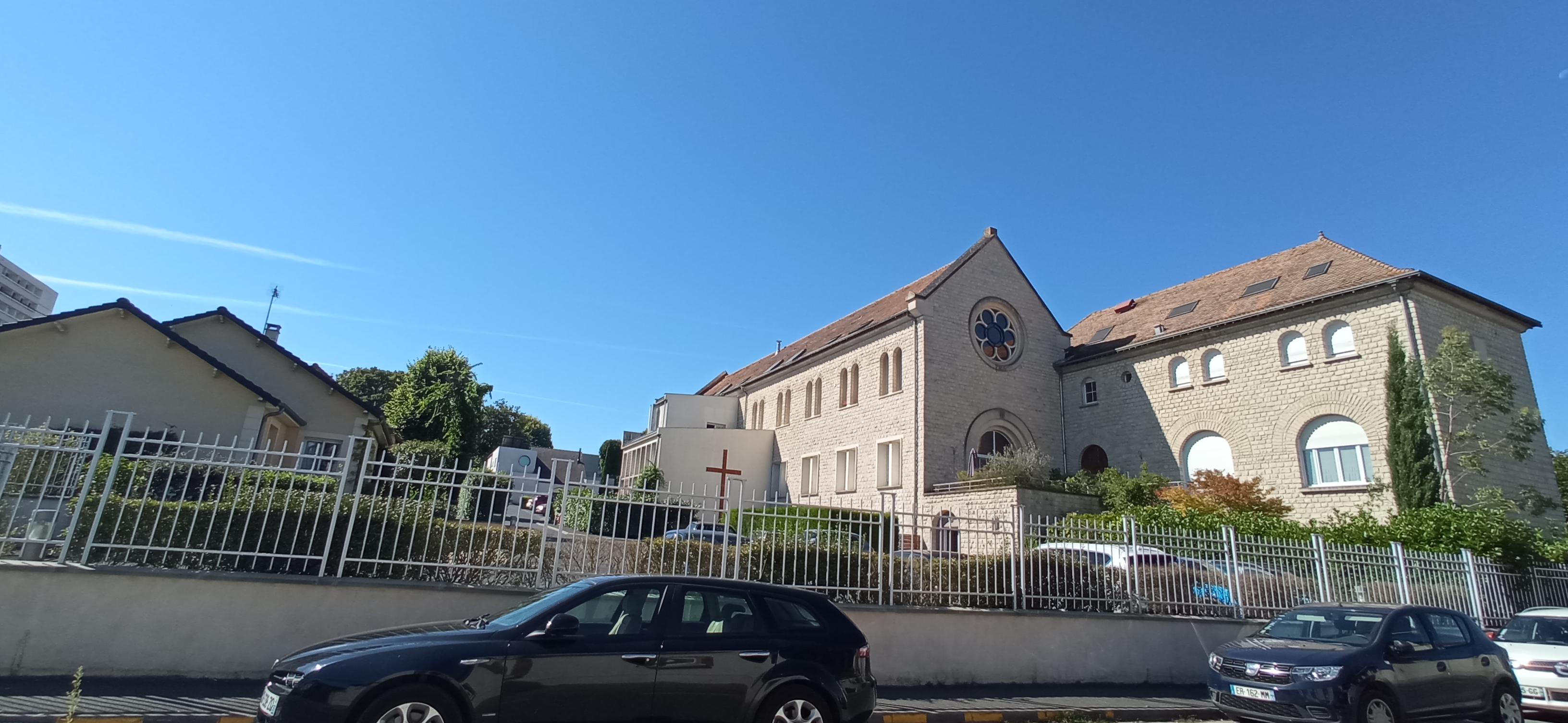
Celle de Tinqueux.